# Chiến tranh Iraq (2013–2017)
Cuộc nội chiến Iraq là một cuộc xung đột vũ trang ở Trung Đông bắt đầu vào tháng 1 năm 2014. Vào năm 2014, cuộc nổi dậy ở Iraq đã leo thang trong một cuộc nội chiến với cuộc chiếm đóng Fallujah, Mosul, Tikrit và các khu vực chính của miền bắc Iraq bởi Nhà nước Hồi giáo Iraq và Levant (ISIL, còn gọi là ISIS hoặc IS). Điều này dẫn đến sự từ chức của Thủ tướng Iraq Nouri al-Maliki cũng như các cuộc không kích của Mỹ, Iran, Syria, và ít nhất một chục quốc gia khác, sự tham gia của quân đội Iran  và quân đội và hỗ trợ hậu cần cho Iraq của Nga. Vào ngày 9 tháng 12 năm 2017, Thủ tướng Haider al-Abadi tuyên bố chiến thắng ISIL, mặc dù những người khác cảnh báo rằng có thể ISIL sẽ chiến đấu bằng các phương tiện khác.

## Bên tham chiến
Cả Lực lượng vũ trang Iraq, người Kurd Peshmerga và nhiều người Hồi giáo Turkmen, Kitô giáo Assyria, Yezidi, Shabaki và các lực lượng Kitô giáo Armenia đã đối nghịch với Nhà nước Hồi giáo Irac và Levant. Mặc dù khoảng 35.000 người Kurd Peshmerga được kết hợp vào Lực lượng Vũ trang Iraq, hầu hết lực lượng Peshmerga đang hoạt động dưới sự chỉ huy của Tổng thống Kurdistan thuộc Iraq trong khu tự trị của người Kurd ở Iraq. Các lực lượng Assyrian bao gồm: Hội đồng Quân đội Syria, Các lực lượng đồng bằng Nineveh, Các đơn vị bảo vệ đồng bằng Nineveh, Ủy ban Bảo vệ Qaraqosh, và Dwekh Nawsha,.

## Các mốc thời gian

### 2014
Trong chiến dịch Anbar, các chiến binh ISIL đã chiếm ít nhất 70% tỉnh Anbar vào tháng 6 năm 2014, bao gồm các thành phố Fallujah, Al Qaim, Al Qaim, [83] và một nửa thủ phủ của tỉnh của Ramadi. Các lực lượng ISIL cũng đã thâm nhập vào Abu Ghraib tại tỉnh Baghdad.
Vào đầu tháng 6 năm 2014, sau khi có thêm các cuộc tấn công quy mô lớn ở Iraq, ISIL đã giành quyền kiểm soát Mosul, thành phố đông dân thứ hai của Iraq, thị trấn gần đó Tal Afar và hầu hết các tỉnh lân cận ở Nineveh. ISIL cũng chiếm một phần của Kirkuk và Diyala  và Tikrit, trung tâm hành chính của tỉnh Salahuddin, với mục tiêu cuối cùng là chiếm Baghdad, thủ đô của Iraq. IS được cho là chỉ có 2.000-3.000 máy bay chiến đấu cho đến chiến dịch Mosul, nhưng trong chiến dịch đó, nó đã trở nên hiển nhiên rằng con số này đã bị đánh giá thấp ít hơn. Cũng có báo cáo rằng số nhóm người Sunni ở Iraq chống lại chính phủ chủ yếu là Shia đã gia nhập ISIS, do đó củng cố số lượng của nhóm. Tuy nhiên, người Kurd - chủ yếu là người Sunnis - ở phía đông bắc Iraq, không muốn bị lôi kéo vào cuộc xung đột, và đã xảy ra các cuộc đụng độ giữa ISIL và Peshmerga người Kurd.
ISIL đã hành quyết 1.700 lính Iraq đã đầu hàng trong cuộc chiến và thả nhiều hình ảnh về các cuộc hành quyết tập thể thông qua nguồn cấp dữ liệu trên Twitter và các trang web khác nhau.
Vào cuối tháng 6, các chiến binh ISIS chiếm được hai điểm giao cắt chính ở Anbar, một ngày sau khi chiếm biên giới tại Al-Qaim. Theo các nhà phân tích, việc nắm bắt các giao cắt này có thể giúp ISIL trong việc vận chuyển vũ khí và trang thiết bị cho các chiến trường khác nhau. Hai ngày sau, Không quân Syria đã đánh bom các vị trí ISIL ở Irac. Thủ tướng Iraq Nouri al-Maliki tuyên bố: "Không có sự phối hợp nào, nhưng chúng tôi hoan nghênh hành động này. Chúng tôi hoan nghênh bất kỳ cuộc đình công nào của Syria chống lại Isis vì nhóm này nhắm tới cả Iraq và Syria." 
Tại thời điểm này, The Jerusalem Post đã báo cáo rằng chính quyền Obama đã yêu cầu 500 triệu Mỹ kim từ Quốc hội Hoa Kỳ để sử dụng trong việc đào tạo và trang bị các phe nổi dậy Syria "vừa phải" chiến đấu chống lại chính phủ Syria, để chống lại mối đe doạ ngày càng tăng của ISIS ở Syria và Iraq.
Vào ngày 29 tháng 6, ISIL công bố thành lập một trưởng vương mới. Abu Bakr al-Baghdadi được bổ nhiệm làm Caliph, và nhóm chính thức đổi tên thành Nhà nước Hồi giáo. Bốn ngày sau, Abu Bakr al-Baghdadi, linh mục tự tuyên bố của Nhà nước Hồi giáo mới nói rằng người Hồi giáo nên hợp nhất để bắt Rome để "sở hữu thế giới". Ông kêu gọi người Hồi giáo trên khắp thế giới kết hợp lại phía sau anh ta như là người lãnh đạo của họ.
Vào ngày 24 tháng 7, ISIL thổi Nhà thờ Hồi giáo và lăng mộ của Tiên tri Yunus (Jonah) ở Mosul, và không báo cáo số thương vong. Các cư dân trong khu vực nói rằng ISIS đã xoá một di sản của Iraq. Ngôi mộ của Giô-na cũng là một địa điểm quan trọng trong di sản Do thái. Vài ngày sau, ISIL cũng cho nổ tung ngôi đền Nabi Shiyt (Prophet Seth) ở Mosul. Sami al-Massoudi, phó giám đốc cơ quan hỗ trợ của Shia, giám sát các địa điểm thánh địa, khẳng định sự tàn phá và nói thêm rằng ISIS đã lấy đồ tạo tác từ đền đến một địa điểm không rõ.
Trong cuộc tấn công vào tháng 8, ISIL đã thành công chiếm được Sinjar và một số thị trấn khác ở phía bắc của đất nước. Gần 200.000 thường dân, chủ yếu là Yazidis, đã thoát khỏi cuộc chiến tại thành phố Sinjar, khoảng 50.000 người chạy trốn đến các núi Sinjar, nơi họ bị mắc kẹt mà không có lương thực, nước hoặc chăm sóc y tế [ đối mặt với nạn đói và mất nước. Họ đã bị đe dọa vì cái chết nếu họ không chấp nhận Hồi giáo. Một đại diện Liên Hợp Quốc cho biết "một thảm hoạ nhân đạo đang diễn ra ở Sinjar". Vào cuối tháng, ISIL đã thảm sát 5.000 người Yazidi, với những vụ giết người đang diễn ra tại hàng trăm ngôi làng khác nhau. Ngoài ra, trong cuộc tấn công gần đây nhất, Nhà nước Hồi giáo đã tiến lên trong vòng 30 km từ thủ đô Erbil của Iraq ở miền bắc Iraq.
Được thúc đẩy bởi cuộc vây hãm và giết chóc của Yazidis, vào ngày 7 tháng 8, Tổng thống Obama đã cho phép các cuộc không kích ở iraq chống lại ISIL, cùng với các chương trình trợ giúp. Vương quốc Anh đã hỗ trợ Hoa Kỳ theo dõi và tiếp nhiên liệu, và các kế hoạch phóng hỏa nhân đạo cho người t Iraq nạn Iraq. Hoa Kỳ khẳng định rằng sự tàn phá có hệ thống của người Yazidi bởi Nhà nước Hồi giáo là nạn diệt chủng. Liên đoàn Ả Rập cũng cáo buộc Nhà nước Hồi giáo về tội ác chống lại nhân loại.
Ngày 13 tháng 8, các cuộc không kích của Mỹ và lực lượng người Kurd đã phá vỡ cuộc vây hãm ISIL của Núi Sinjar  Ngoài ra, 5 ngày sau, quân lính vùng Kurdish Peshmerga, với sự trợ giúp của Lực lượng Đặc biệt Iraq và chiến dịch hàng không của Hoa Kỳ, vượt qua các chiến binh ISIL và chiếm lại đập Mosul.
Vào ngày 31 tháng 8, Hoa Kỳ, Pháp, Anh và Úc bắt đầu viện trợ nhân đạo như thực phẩm, nước và vật tư y tế, để ngăn chặn một cuộc tàn sát có thể xảy ra đối với người Shi' Turkmen ở Amirli. Hoa Kỳ cũng tiến hành các cuộc không kích trên các vị trí ISIS xung quanh và gần Amirli. Các quan chức Iraq nói rằng họ đã đến được Amirli và phá vỡ cuộc bao vây và quân đội đang chiến đấu để dọn sạch các khu vực quanh thị trấn. Đây được biết đến là bước ngoặt lớn đầu tiên chống lại ISIL ở Iraq.
Vào tháng 9, Hoa Kỳ đã gửi thêm 250 quân Mỹ để bảo vệ nhân viên Mỹ, trong khi lần đầu tiên tham gia quân đội Anh chống lại các mục tiêu của ISIS diễn ra khi một máy bay Panavia Tornado của Anh bỏ một quả bom Paveway IV vào "một vị trí vũ khí hạng nặng "được điều hành bởi ISIS ở phía tây bắc Iraq vào cuối tháng. Ngoài ra, Australia đã cung cấp 200 lực lượng đặc biệt cho người Kurd  và 600 binh sĩ Úc đổ bộ vào UAE  Tháng sau, Úc đã cho phép các lực lượng đặc nhiệm của mình tới Iraq để tham gia liên minh chống ISIS vào ngày hôm đó, cũng như cho phép các cuộc không kích.
Vào giữa tháng 10, các lực lượng ISIL chiếm được thành phố Hīt, sau khi quân đội 300 lính Iraq bị bỏ rơi và đặt căn cứ tại địa phương và nguồn cung cấp của nó và khoảng 180.000 thường dân (kể cả những người tị nạn của cuộc tấn công trước đó của Anbar) đã trốn khỏi khu vực  Cuối tháng đó, Chiến dịch Ashura được đưa ra bởi các lực lượng Iraq và lực lượng Shia militas do Iran bảo trợ, ghi được một chiến thắng lớn và chiếm lại thị trấn Jurf al-Sakhar gần Baghdad và bảo đảm cho hàng triệu khách hành hương Shia đến Karbala và Najaf Vào ngày Ashura. Trong khi đó, lực lượng người Kurd đã chiếm lại Zumar.
Vào ngày 21 tháng 10, ISIL đã bắt giữ địa hình phía bắc các núi Sinjar, do đó cắt đường thoát khỏi khu vực Kurdish. Quân đội Yazidi sau đó rút lui từ đó xuống vùng núi, nơi số người t civil nạn dân sự Yazidi ước tính khoảng 2.000-7.000. Các dãy núi một lần nữa được bao bọc bởi ISIL.
Vào giữa tháng 11, lực lượng Iraq đã giành lại quyền kiểm soát phần lớn thành phố chiến lược Baiji từ Nhà nước Hồi giáo [ và phá vỡ cuộc vây hãm của nhà máy lọc dầu gần đó. Tuy nhiên, vào tháng sau, ISIL đã chiếm lại Baiji và tái thiết cuộc vây hãm nhà máy lọc dầu.
Ngày 17 tháng 12, các lực lượng Peshmerga, với sự ủng hộ của 50 liên minh do Mỹ dẫn đầu trong các cuộc tấn công của ISIL, [148] đưa ra một cuộc tấn công nhằm giải phóng Sinjar  và phá vỡ cuộc vây hãm ISIL một phần của dãy Sinjar. [141] Trong chưa đầy hai ngày, cuộc vây hãm bị phá vỡ. Sau khi lực lượng ISIL rút lui, máy bay chiến đấu của người Kurd ban đầu phải đối mặt với các khu vực khai thác mỏ xung quanh khu vực, nhưng nhanh chóng mở một hành lang đất liền tới những ngọn núi này, cho phép Yazidis được sơ tán. Hành động này đã để lại 100 máy bay ISIL chết.
Sau đó, vào ngày 21 tháng 12, máy bay chiến đấu YPG của người Kurd ở phía Nam dãy núi Peshmerga đã nối hai mặt trận của họ. Ngày hôm sau, YPG đã phá vỡ đường dây ISIL, do đó mở một hành lang từ Syria tới thị xã Sinjar. Vào buổi tối, Peshmerga nắm quyền kiểm soát phần lớn Sinjar.

### 2015
Cuối tháng 1, lực lượng Iraq đã chiếm lại toàn bộ tỉnh Diyala từ Nhà nước Hồi giáo. Ngoài ra, bắt đầu Cuộc tấn công của Mosul, trong đó lực lượng Peshmerga chiếm một lượng lớn lãnh thổ xung quanh Mosul.
Vào ngày 2 tháng 3, Trận chiến Tikrit lần thứ hai bắt đầu  và sau hơn một tháng chiến đấu, quân đội chính phủ và dân quân Shiite ủng hộ Iran đã vượt qua các chiến binh ISIL và chiếm Tikrit. Thành công này đã được đặt ra vào cuối tháng 5, khi ISIL bắt giữ thủ đô Ramadi của tỉnh Anbar.
Ngày 17 tháng 7, một người đánh bom tự sát đã phát nổ một quả bom xe trong một khu chợ đông đúc ở thành phố Khan Bani Saad trong các bữa tiệc của Eid al-Fitr, giết chết 120-130 người và làm bị thương thêm 130 người. Hai mươi người nữa bị báo cáo mất tích kể từ vụ đánh bom.
Ngày 13 tháng Tám, một người đánh bom tự sát đã phát nổ bom xe tải trong một khu chợ đông đúc ở thành phố Sadr, Baghdad, giết chết ít nhất 75 người và làm bị thương thêm 212 người. Ngày 27 tháng 8, một kẻ đánh bom tự sát đã ám sát Tướng Abdel Rahman Abu Ragheef, Phó chỉ huy các hoạt động ở tỉnh Anbar, và Chuẩn tướng Safeen Abdel Majeed,
Lực lượng ISIL đã mất Sinjar vào ngày 13 tháng 11 cho lực lượng người Kurd.
Vào ngày 16 đến ngày 17 tháng 11, các lực lượng ISIL đã tấn công miền đông bắc Mosul chống lại vị trí của người Kurd nhưng đã bị đẩy lùi. Bắt đầu từ ngày 22 tháng 12, quân đội Iraq bắt đầu một chiến dịch chiếm lại Ramadi. Ngày 28 tháng 12, Iraq tuyên bố Ramadi giải phóng khỏi lực lượng ISIL và dưới sự kiểm soát của chính phủ Iraq.

### 2016
Các lực lượng Iraq giành lại quyền kiểm soát Hīt  và Ar-Rutbah [164] trong các hoạt động tấn công vào năm 2016 và sau đó là Fallujah cũng như trong Trận Ba Fallujah kết thúc vào tháng 6 năm 2016.
Vào ngày 16 tháng 10 năm 2016, Trận Mosul (2016-2017) bắt đầu.

### 2017
Tháng 5 vừa qua, một thành viên của Tổ công tác Lực lượng Đặc nhiệm Canada 2 đã làm gián đoạn cuộc tấn công Daesh vào lực lượng an ninh Iraq. Mục tiêu đã đạt được thành công tại 3.540 mét từ một tòa nhà cao tầng, thiết lập kỷ lục bắn tỉa dài nhất thế giới giết chết.
Vào tháng 4, quân đội Iraq, với sự trợ giúp của Lực lượng Huy động Phổ biến, đã tiến hành cuộc tấn công Tây Nineveh để chiếm lãnh thổ phía tây Mosul.. PMU đã có thể tiếp cận biên giới Iraq-Syria, đáp ứng với lãnh thổ kiểm soát bởi Lực lượng Dân chủ Syria.
Vào ngày 10 tháng 7, quân đội Iraq bắt giữ Mosul vào ngày 10 tháng 7. Sau chiến thắng tại Mosul, quân đội Iraq đã bắt đầu các hoạt động để quét sạch những gì còn lại của lãnh thổ kiểm soát ISIL trong nước. Cuộc tấn công Tal Afar đã được đưa ra vào ngày 20 tháng 8  và hoàn thành vào ngày 31 tháng 8 với chiến thắng của quân đội Iraq. Cuộc tấn công Hawija bắt đầu vào cuối tháng 9 và hoàn thành vào ngày 5 tháng 10.
Vào ngày 25 tháng 9, người Kurd ở Iraq đã tổ chức một cuộc trưng cầu độc lập không chính thức. Số người tham gia bỏ phiếu được báo cáo là 72,83% với 92,73% bỏ phiếu ủng hộ sự độc lập khỏi Iraq. Để đáp lại cuộc trưng cầu dân ý, quân đội Iraq đã phát động cuộc tấn công ngắn vào ngày 15 tháng 10 chống lại Iraq Kurdistan để chiếm lại thành phố Kirkuk bị tranh chấp với sự trợ giúp của gia đình Talabani và một số thành viên PUK  Sau khi bắt giữ Kirkuk và Sinjar, Masoud Barzani tuyên bố ý định từ chức Tổng thống Iraq Kurdistan, có hiệu lực từ ngày 1 tháng 11, sau khi có hiệu lực trong 12 năm. Cờ bạc của ông trong việc thúc đẩy cuộc trưng cầu dân ý không chính thức chấm dứt với các vùng lãnh thổ tranh chấp bị Iraq chiếm lại và dự án nhà nước của người Kurd bị bỏ lại.
Vào tháng 11, Iraq đã chiếm được hai căn cứ cuối cùng của ISIL là Al-Qa'im và Rawah. vào ngày 17 tháng 11. Sau khi quân đội Iraq bắt những khu vực do ISIL tổ chức gần đây ở sa mạc al-Jazira giáp với Syria, Thủ tướng tuyên bố kết thúc chiến tranh. Ngày hôm sau, cuộc diễu hành chiến thắng đã diễn ra tại Baghdad, và Thủ tướng al-Abadi tuyên bố rằng ngày 10 tháng 12 sẽ trở thành một kỳ nghỉ hàng năm mới cho Iraq. Tuy nhiên, các quan chức chính phủ và các nguồn khác như Chính phủ Úc, Bộ trưởng Quốc phòng Anh, Gavin Williamson, và Reuters đã cảnh báo rằng họ mong muốn ISIL chiến đấu bằng các biện pháp khác như chiến tranh du kích và khủng bố

## Nhân quyền
Gần 19.000 thường dân đã bị giết ở Iraq trong cuộc bạo lực liên quan đến ISIL từ tháng 1 năm 2014 đến tháng 10 năm 2015. ISIL đã thực hiện cho 1.700 sĩ quan không quân Shia Iraq từ trại Speicher gần Tikrit vào ngày 12 tháng 6 năm 2014. Việc diệt chủng Yazidis của ISIL đã dẫn đến việc trục xuất, bay và lưu vong hiệu quả của người Yazidi từ vùng đất tổ tiên của họ ở phía bắc Iraq.
Theo Newsweek, Tổ chức Ân xá quốc tế tuyên bố rằng "lực lượng chính phủ Iraq và quân đội bán quân đã bị tra tấn, bắt bớ, cưỡng bức biến mất và hành quyết hàng ngàn thường dân đã trốn khỏi quy tắc của nhóm chiến binh Hồi giáo" . Báo cáo có tựa là "Trừng phạt vì những tội ác của Daesh", cáo buộc hàng ngàn người đàn ông Sunni và các em trai đã bị lực lượng Iraq và các lực lượng chính phủ Iraq tiêu diệt.